# Красимир Узунов
Красимир Асенов Узунов е български военен, а впоследствие журналист и бизнесмен. Директор и собственик на първата българска частна информационна агенция „Фокус“, която работи от юни 2000 година. и на националната Радиоверига „Фокус“. Анализатор по проблемите на Балканите и специално по Македонския въпрос.

## Биография
Красимир Узунов е роден на 26 януари 1963 година в град Пещера. Завършва с отличие Висшето военно артилерийско училище (ВНВАУ) „Георги Димитров“ в Шумен през 1985 година, специалност Политически профил. Произведен е в чин лейтенант на 31 август 1985 г. Випуск „Сливнишки“. Служи във ВНВАУ през 1985 – 1987 г. През 1987 г. печели конкурс във вестника на Сухопътните войски. През 1988 г. е произведен в чин старши лейтенант. През 1989 – 1990 г. служи в поделение на Строителния сектор на МНО в Казичене. През 1990 г. с конкурс е назначен за заместник-началник на Международни информация във вестник „Народна армия“. През 1990 г. става известен с прякора „Поручика“, след като публикува коментар във вестник „Демокрация“, подписан като Поручик Красимир Узунов.
През 1990 г. създава първия клуб на Офицерската Легия „Раковски“ в Шумен. Заедно с подполковниците Митко Шопов и Петко Петков регистрира организацията в Хасково, където се среща с капитан Дойчин Бояджиев. Избран е за говорител на Легията.
Напуска армията през септември 1991 г. заради участие в парламентарните избори на 13 октомври 1991 г. в листата на „Конституционния форум“ на професор Николай Генчев, като водач на листата в Кюстендил. В края на октомври 1991 г. се завръща на военна служба и е назначен началник на отдел „Информация“ в Министерството на отбраната в екипа на министър Димитър Луджев. През май 1992 г. подава оставка и напуска окончателно армията. Работи като журналист на свободна практика в Македония, Косово, Албания, Босна и Херцеговина. Пише коментари за различни издания и издава книги.
На 30 октомври 1998 г. е обявен за нежелана персона от Македонското правителство на СДСМ, водено от Бранко Цървенковски. Забраната да посещава Македония е отменена от правителството на ВМРО-ДПМНЕ на премиера Любчо Георгиевски.
На 7 юни 2000 г. създава първата българска частна информационна агенция „Фокус“.
През 2004 г. създава Радио „Фокус“ – Сливен, с което слага началото на най-голямата българска радиоверига „Фокус“, която притежава 60 радиостанции, 15 регионални офиса и излъчва 12 самостоятелни програми.
Автор е на стотици публикации в български и чужди издания по проблемите на Македония, Западните Балкани, армията, националната сигурност, реформите в службите за сигурност и българската военна история.
На 20 септември 2016 г. заедно с началника на отбраната генерал Константин Попов и бившия командващ на ВМС адмирал Пламен Манушев организират военна церемония и заупокойна молитва в памет на загиналите български офицери и войници в боевете на връх Каймак-Чалан през септември и октомври 1916 г.
Удостоен е за „Следовник на народните будители“ за 2014 г. от Съюза на народните читалища. Награждаван е с лично оръжие от министъра на отбраната Николай Свинаров, с почетен „Войнишки нож“ от началника на Генералния щаб генерал Никола Колев, със сабя от министъра на отбраната Николай Цонев, със сабя от ръководството на ДАНС, със знак „За принос към Министерството на отбраната“ от министъра на отбраната Ангел Найденов през 2014 г. и със знак „Достойнство и чест“ от министъра на отбраната Красимир Каракачанов през 2018 г. Удостоен е с титлата „Доктор хонорис кауза“ на Военна академия „Георги Раковски“ от 15 февруари 2017 г.
Красимир Узунов почива внезапно на 25 февруари 2019 г. Погребан е с военни почести.

## Произведения
- „Проклятието на Суки“ – легенди (1992 г.), Университетско издателство
- „Скок зад огледалото“ (1992 г.), – Македония
- „Приказки за армията“ (1993 г.)
- „Христос на Балканите“ (1993 г.), – Македония
- „Феноменът Дрангов“ (1997 г.), Университетско издателство
- Пътеводител „Охрид“ (1998 г.),
- „Албанският фактор на Балканите“ (2001),
- „Българските бойни знамена – За честта и славата на България“ (2009),
- „История на 23-ти пехотен Шипченски полк във войните за национално освобождение и обединение“ (2011)
- „Възкресението на българското опълчение – Душата на Македония и Одринско“ (2012),
- „Забравената война 1912 – 1913 г.“ (2013)
- „Бойните маршове на честта и славата на България“ (2014)
- „Каймакъ – Чаланъ“, т. I – II (2015).
- „Епопеята на Добруджа – Курт-Бунар, Кочмар, Карапелит, Тутракан, Сарсънлар, Добрич...“ – Том 1 (2016)
- „Азъ служихъ при Дранговъ“ (2017)